# باللوجه
آیدین اسعدی یکی از مشاهیر استان آذربایجان شرقی است که در شهر تبریز زندگی میکند وی متولد یک اسفند سال ۱۳۸۶ است.آیدین اسعدی برای دیار آذربایجان کار های بزرگی انجام داده که میتوان به همکاری با اکبر در کمک به همشهریان فقیر و همچنین کمک به هموطنان عزیز ایران در هر نقاطی از کشور اشاره نموند.
ایشان در عرصه ورزش هم پیشگام بوده و با بازی های عالی برای تیم های پایه این دیار توانایی خود را در ورزش فوتبال به نمایش گذاشته است.آیدین در عرصه علم هم به موفقیت های چشمگیری دست یافته است و در مدارسی که درس میخواند به رتبه های برتر دست یافته است.ایشان به رشته وکالت علاقه مند است و تیم های فوتبال مورد علاقه ایشان میتوان به تراکتور و بارسلونا اشاره کرد